# C'est la vie (The Partysquad)
C'est la vie is een lied van het Nederlandse dj-trio The Partysquad in samenwerking met de Nederlandse rappers Josylvio, Bizzey, Hansie en Broertje. Het werd in 2017 als single uitgebracht en stond in 2018 als vijfde track op het album Nachtwacht van The Partysquad.

## Achtergrond
C'est la vie is geschreven door Hans Grants, Jerry Leembruggen, Jonathan Xerxes Nepomuceno, Joost Theo Sylvio Yussef Abdelgalil Dowib, Leo Roelandschap, Ruben Fernhout en Stacey Walroud en geproduceerd door The Partysquad en Esko. Het is een nummer uit het genre nederhop. In het lied rappen de artiesten over hoe ze een ontspannen leventje met een dame waar ze naar toe zingen, willen hebben. De single heeft in Nederland de gouden status.
Het is de eerste keer dat alle artiesten tegelijkertijd op een lied te horen zijn. Wel werkten Josylvio en Bizzey eerder al samen op Badman ollo en Shaka zulu. Na C'est la vie herhaalden zij de samenwerking onder andere op Coca en Becky. Voor Josylvio en Hansie was het de eerste keer dat zij beide een bijdrage op een nummer leverden. Dit deden zij opnieuw op Non stop, Hey meisje en Jouw love. Voor Bizzey en Broertje was het eveneens hun eerste collaboratie; eentje die zij herhaalden op Dom doen. Bizzey werkte na C'est la vie ook nog een keer samen met Hansie; op Money Monica.

## Hitnoteringen
De artiesten hadden succes met het lied in de hitlijsten van Nederland. Het piekte op de 26e plaats van de Nederlandse Single Top 100 en stond zestien weken in deze hitlijst. De Nederlandse Top 40 werd niet bereikt; het kwam hier tot de tweede plaats van de Tipparade.